# Seiichirō Maki
Pour les articles homonymes, voir Maki.
Seiichirō Maki (巻 誠一郎, Maki Sei'ichirō), né le 7 août 1980 à Uki (Kumamoto), est un footballeur japonais évoluant au poste d'attaquant. International japonais.
Seiichiro Maki est le frère de Yuki Maki, footballeur professionnel, et de Karina Maki, handballeuse qui a participé au championnat du monde 2011.

## Biographie
Seiichiro Maki compte 38 sélections et 8 buts avec l'équipe du Japon entre 2005 et 2009.
Il participe à la Coupe du monde 2006 avec le Japon. En juillet 2007, lors de la Coupe d'Asie, il inscrit un doublé contre le Viêt Nam.

## Palmarès
- Vainqueur de la Coupe de la Ligue japonaise en 2005 et 2006 avec le JEF United